# Pavé

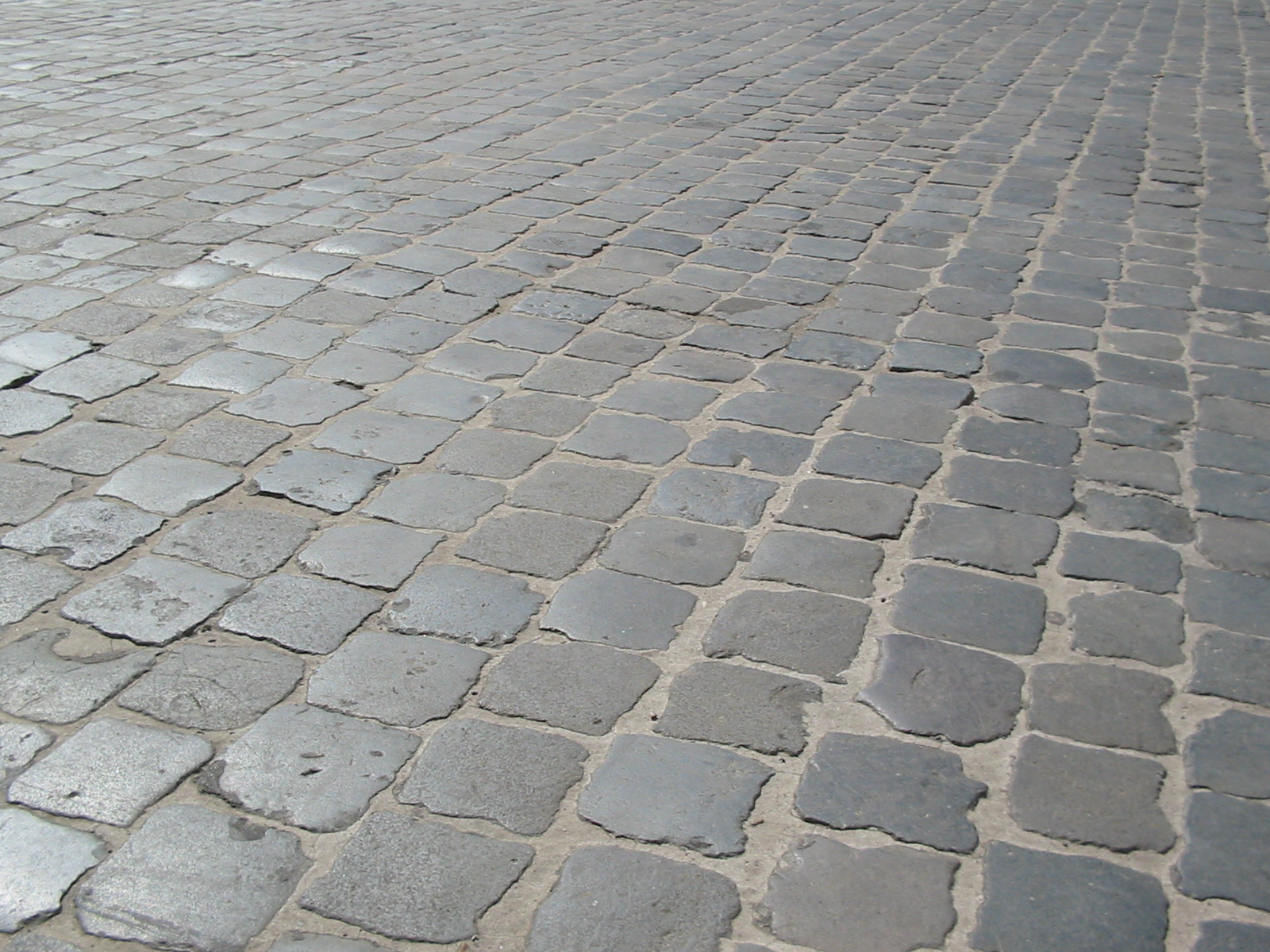
Pavimentazione in pavé con sampietrini.

Il pavé è un tradizionale tipo di pavimentazione stradale formato da cubetti di pietra o di porfido, utilizzato per la pavimentazione da esterni, sia privata che pubblica, perlopiù urbana, o per la realizzazione di selciati. È apprezzato per la sua lunga durata e resistenza all'abrasione e perché, se ben posato, richiede poca manutenzione. Veniva usato sin nell'antica Roma per la realizzazione di strade.

## Descrizione

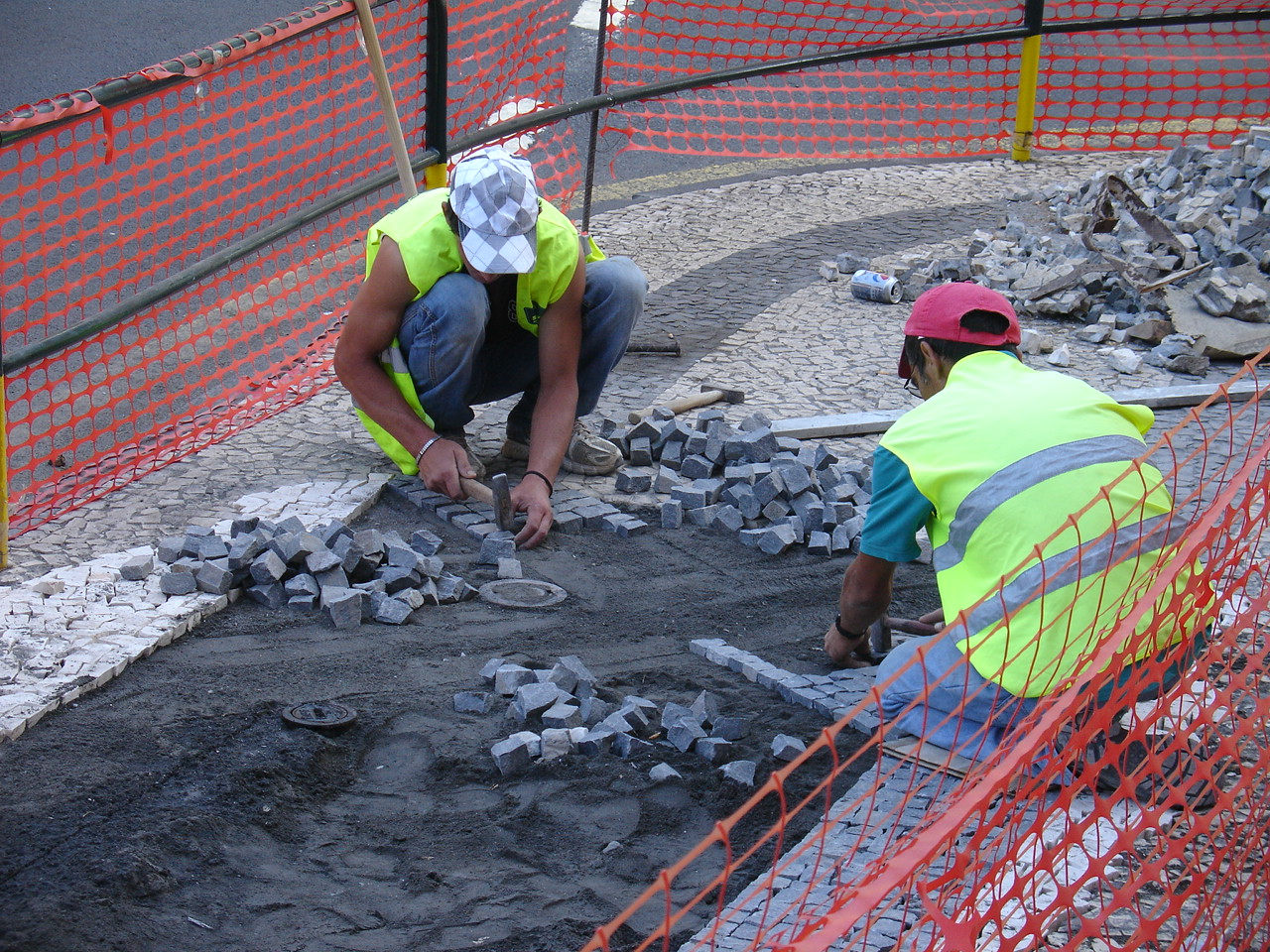
Realizzazione di una pavimentazione in pavé

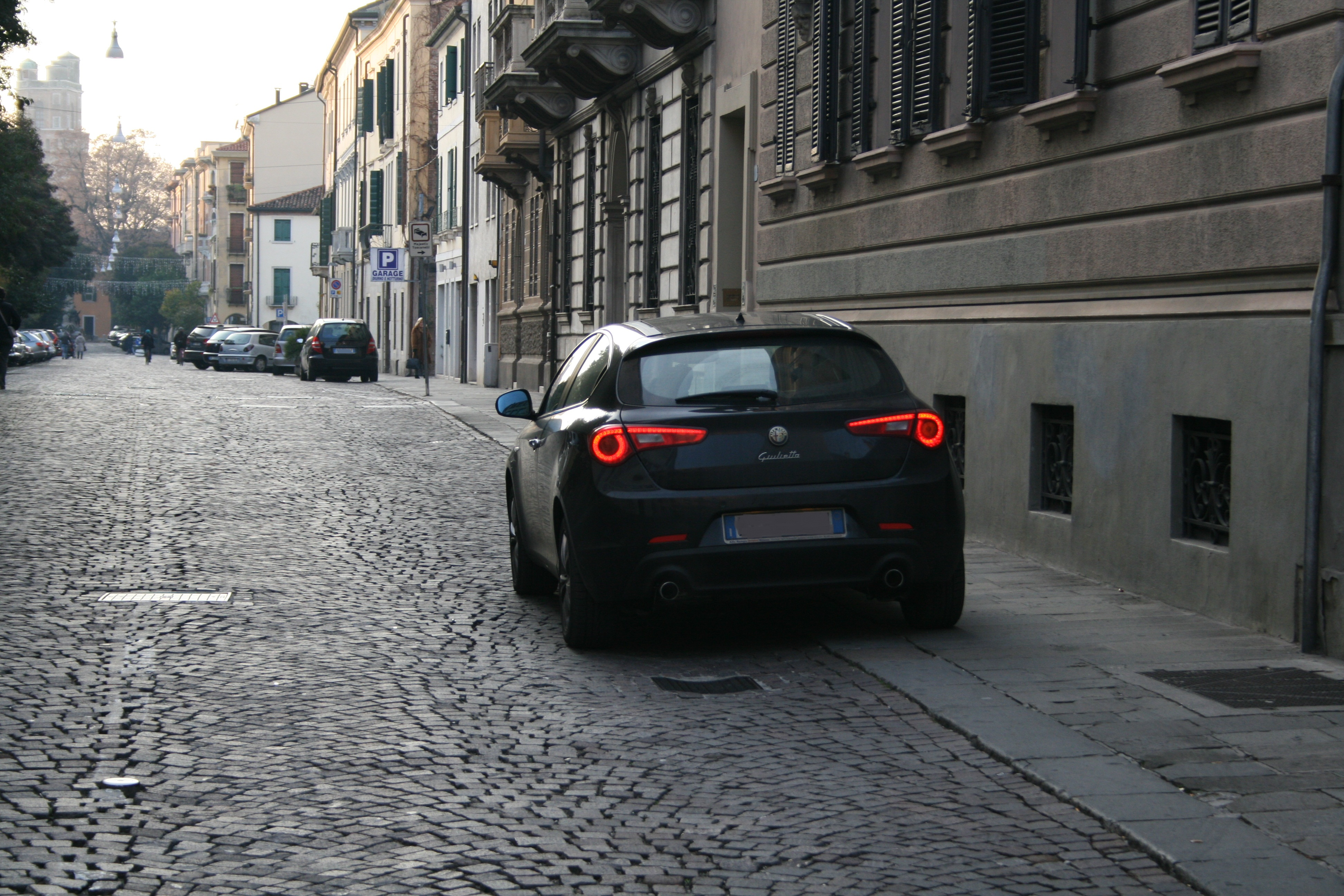
Una strada di Padova in pavé con marciapiede in lastricato

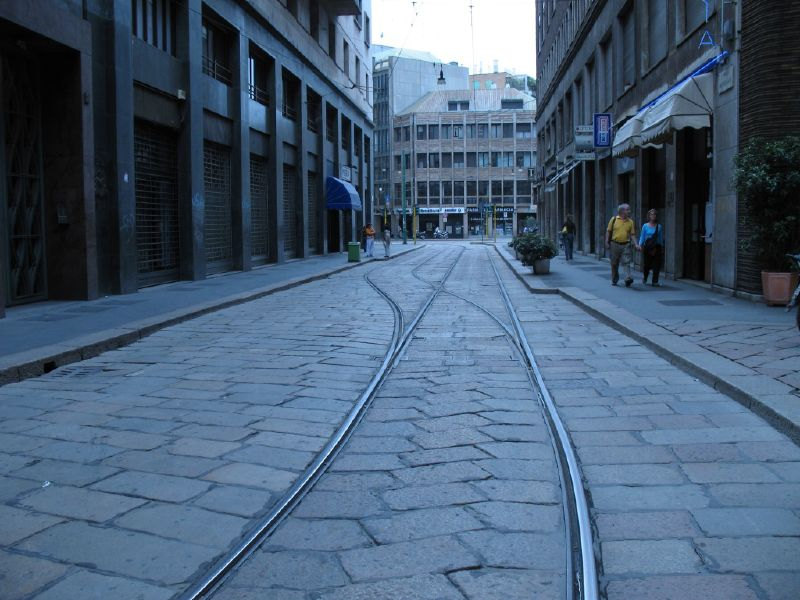
Il caratteristico pavé milanese con i binari del tram

La dimensione dei cubetti del pavé è dell'ordine della decina di centimetri: quando invece si usano grandi lastre di pietra, si parla di lastricato.
Vi sono due tipi di pavé: quello realizzato con cubetti di pietra, generalmente di porfido (i cosiddetti bolognini) o di basalto (i cosiddetti sampietrini) e quello realizzato con ciottoli arrotondati (detto anche acciottolato). Le fughe vengono normalmente sigillate con sabbia o sabbia e cemento; più raramente, solitamente per lavori di rappezzo, vengono sigillate con comune asfalto.
Oggi il pavé rimane una delle tipologie di pavimentazioni più apprezzate nella realizzazione di viali privati o pubblici, sia carrabili sia pedonali. Fra i principali punti di forza di questo tipo di pavimentazione vi sono la sua elevata resistenza ai carichi (correlata alla dimensione del cubetto), la sua durabilità, la sua versatilità di posa, la sua capacità di seguire armoniosamente le pendenze del terreno, la bassa scivolosità della sua superficie, la possibilità di realizzare disegni geometrici (e.g. posa ad archi) e non da ultimo il suo tradizionale fascino. Le pavimentazioni in pavé risultano solitamente meno costose di lastricati di uguale spessore.
Al fine di ottenere un'adeguata qualità e durabilità della pavimentazione, è opportuno che il pavé venga posato da selciatori preparati e con materiali di qualità.

## Ciclismo
Alcune importanti corse ciclistiche di rilievo internazionale, come per esempio la Parigi-Roubaix, sono famose anche perché presentano tratti di strada in pavé, che costituiscono un elemento di difficoltà per i corridori, in quanto le irregolarità del manto stradale causano vibrazioni, sobbalzi e dispersione di energia. Particolarmente faticoso da affrontare è il pavé in ciottoli, tanto che spesso i ciclisti preferiscono pedalare nei sentieri sterrati ai bordi della strada (ma questo diventa impossibile in caso di pioggia, quando essi si riempiono di fango), mentre quello in cubi di porfido presenta un piano stradale più liscio.
In alcune corse ci sono tratti molto lunghi di pavimentazione di questo tipo, tanto che i corridori utilizzano biciclette costruite appositamente per questa gara, alcune dotate anche di ammortizzatori.